# 泰拉西尼
泰拉西尼（義大利語：Terrasini），是意大利西西里大区巴勒莫广域市的一个市镇。总面积19.44平方公里，人口11537人，人口密度593.5人/平方公里（2009年）。ISTAT代码为082071。